# Rainbow (singel Roberta Planta)
Rainbow – singel promujący dziesiąty album solowy Roberta Planta zatytułowany lullaby and... The Ceaseless Roar. Został wydany 23 czerwca 2014 przez nową dla Planta wytwórnię - Nonesuch. Plantowi towarzyszy zespół Sensational Space Shifters (Justin Adams – bendir, djembe, gitary, tehardant, chórki; John Baggott – klawisze, loopy, bas mooga, fortepian, tabla, chórki; Juldeh Camara – kologo, ritti, śpiew Fulani; Billy Fuller – gitara basowa, programowanie perkusji, omnichord, kontrabas; Dave Smith – perkusja; Liam "Skin" Tyson –banjo, gitara, chórki).

## Notowania
- Lista przebojów UWUEMKA: 1[3]
- Lista Przebojów Radia Merkury Poznań: 7[4]
- Lista Przebojów Trójki: 12[5]
- TOP30 Radia Zachód: 21[6]
- Lista Przebojów Radia PiK: 30[7]